# Hosts
Filen hosts innehåller uppgifter om namn och IP-adress till datorer på Internet eller dess föregångare ARPANET. Numera innehåller filen vanligen uppgifter endast om den dator den befinner sig på och eventuellt om några datorer i det lokala nätet, då funktionen i övrigt övertagits av DNS.
Innan domännamnssystemet DNS gjordes kopplingen mellan datorers namn och deras adress genom en fil, hosts.txt, där mer eller mindre alla datorer kopplade till ARPANET räknades upp (datorer som inte var avsedda att nås direkt över nätet kunde lämnas bort från den centrala listan). Administratörer skickade uppdateringar till en central lista som sedan distribuerades. Då nätet växte blev systemet snabbt otympligt. Filen finns dock kvar för mer speciella behov.
I Unix-liknande system hittas filen som /etc/hosts, i nyare Windows-versioner %SystemRoot%\system32\drivers\etc\hosts (placeringen kan ändras genom registret). Filen innehåller rader med IP-nummer och namn på datorn ifråga:
```
127.0.0.1 localhost.localdomain localhost datornsegetnamn
192.168.0.1 router router.egetnät.example.org
```

Numera används filen främst för att vissa datorer skall hittas innan DNS-systemet blivit funktionellt vid uppstart eller som skydd mot störningar på nätet samt som förteckning på datorer inom ett litet intranät då man inte vill sätta upp en egen DNS-server (typiskt i hemmabruk). Åtkomsten av datorer nämnda i filen kan vara något snabbare, då man slipper DNS-förfrågningar över nätet.
Eftersom operativsystemet i allmänhet kontrollerar om en dator finns i hosts-filen innan en DNS-förfrågan görs kan filen användas för att omdirigera trafik till andra datorer än de avsedda. Detta har i vissa kretsar blivit ett populärt sätt att filtrera bort trafik till webbservrar som serverar oönskat innehåll: namnen länkas till en icke-funktionell adress, ofta localhost (vilket fungerar då den egna maskinen inte har någon server som lyssnar på angiven port). Samma teknik används av en del skadlig programkod för att dirigera trafik till servrar kontrollerade av den som låter sprida koden.

## Exempel
Oförändrad hosts fil från Windows 10 Version 21H2 (OS-version 19044.1806)
```
# Copyright (c) 1993-2009 Microsoft Corp.
#
# This is a sample HOSTS file used by Microsoft TCP/IP for Windows.
#
# This file contains the mappings of IP addresses to host names. Each
# entry should be kept on an individual line. The IP address should
# be placed in the first column followed by the corresponding host name.
# The IP address and the host name should be separated by at least one
# space.
#
# Additionally, comments (such as these) may be inserted on individual
# lines or following the machine name denoted by a '#' symbol.
#
# For example:
#
#      102.54.94.97     rhino.acme.com          # source server
#       38.25.63.10     x.acme.com              # x client host

# localhost name resolution is handled within DNS itself.
#	127.0.0.1       localhost
#	::1             localhost
```